# Fast-Food é o Que Interessa
"Fast-Food é o Que Interessa" é o nono episódio da primeira temporada da sitcom brasileira Sob Nova Direção, protagonizada por Heloísa Perissé e Ingrid Guimarães, e exibida pela Rede Globo no dia 20 de junho de 2004. Após o piloto de final de ano exibido no dia 28 de dezembro de 2003, a série foi escolhida pela Rede Globo para fazer parte de sua programação, sendo encomendados 35 episódios exibidos sempre nas noites de domingo, após o Fantástico.
O episódio "Fast-Food é o Que Interessa" conta com as participações especiais de Patrícia Travassos, Duda Ribeiro e Felipe Reynaud. No episódio, após ter um enorme prejuízo durante a noite de seu aniversário, Belinha transforma o bar em uma lanchonete e briga com Pit, que cria uma tenda de sanduíches naturais com a ajuda de uma hippie.

## História
Exibido no dia 20 de junho de 2004, "Fast-Food é o Que Interessa" inicia com Belinha (Heloísa Perissé) animada, comemorando seu aniversário, com o grupo de amigos de Horácio (Otávio Müller) e se senta à mesa, deixando o controle do caixa de lado, apesar das advertências de Franco (Luiz Carlos Tourinho). No final, todos vão embora sem pagar a conta e Belinha fica com um enorme prejuízo. Enquanto isso, Pit (Ingrid Guimarães), viaja a Visconde de Mauá para encontrar com sua amiga, Acácia (Patricia Travassos), uma hippie "natureba" que transforma a vida e os hábitos dela. Para sair do vermelho, Belinha transforma o bar em uma filial da cadeia de fast-food "Billy's". Todos se empanham: Horácio vira segurança do estabelecimento, apesar de comer escondido alguns sanduíches das crianças; Moreno (Luís Miranda) é promovido a chefe de cozinha, com direito a ter sua foto no quadro de funcionário destaque do mês; e Franco, por sua vez, morre de inveja de Moreno e se esforça para ser o destaque do mês seguinte. Mas Pit, que já está completamente absorvida pelo estilo de vida "vegeto-esotérico", não aceita a decisão da sócia. Inconformada, ela cria, junto com Acácia, a Natureba's, uma tenda de sanduíches e sucos naturais em frente à lanchonete, para roubar seus clientes. Após diversas confusões, Belinha perde a administração da filial e volta a amizade com Pit, além da administração do bar.